# Passage Sainte-Anne
Pour les articles homonymes, voir Rue Sainte-Anne.
Le passage Sainte-Anne est un passage couvert du 2e arrondissement de Paris.

## Situation et accès
Le passage Sainte-Anne est un passage couvert piéton situé dans le 2e arrondissement de Paris. Il s'ouvre à l'est au 59, rue Sainte-Anne, à l'opposé du débouché des rues Rameau et Chérubini sur celle-ci. Il se termine 47 m à l'ouest, directement sur le passage Choiseul, au no 52.

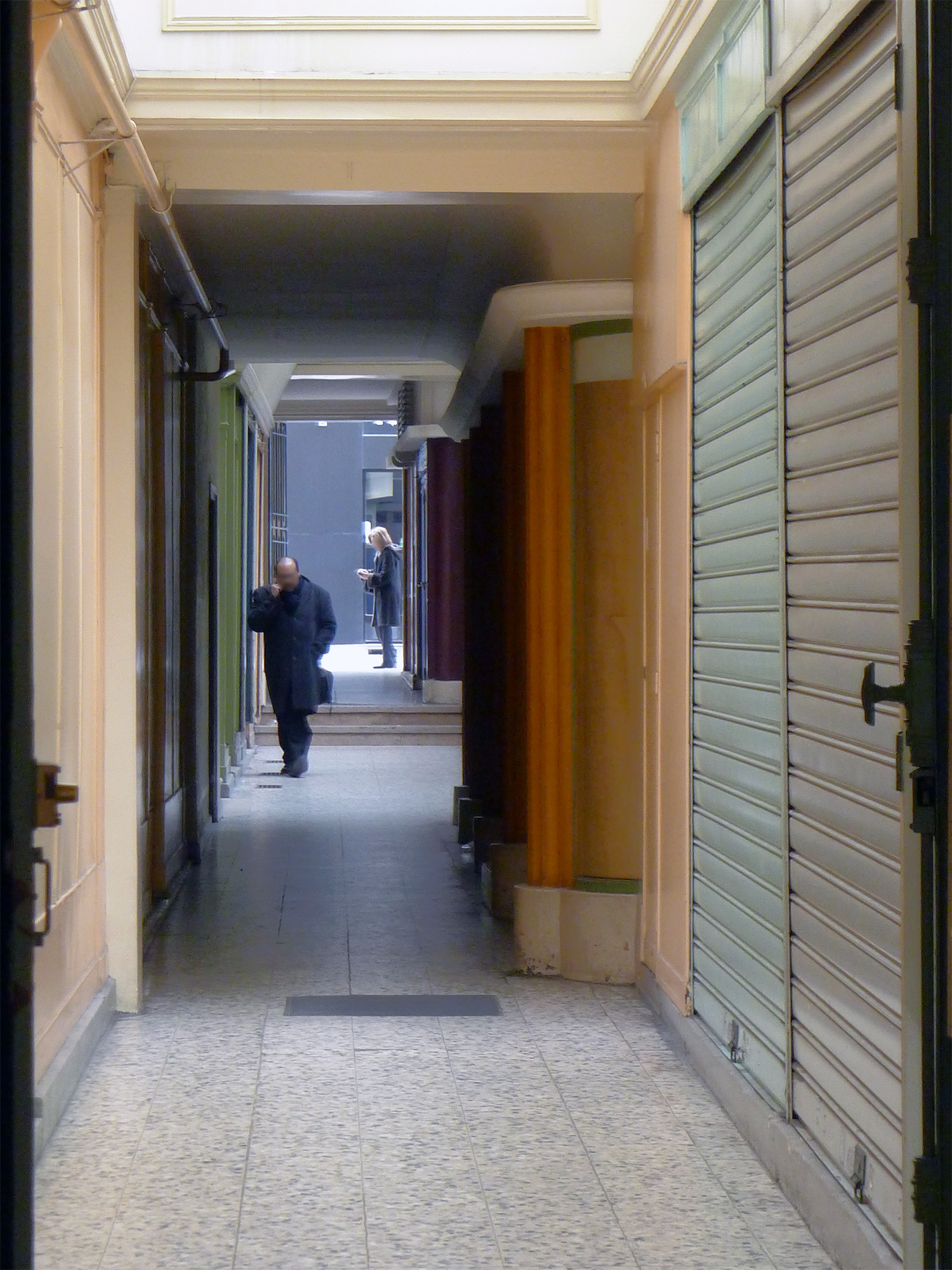
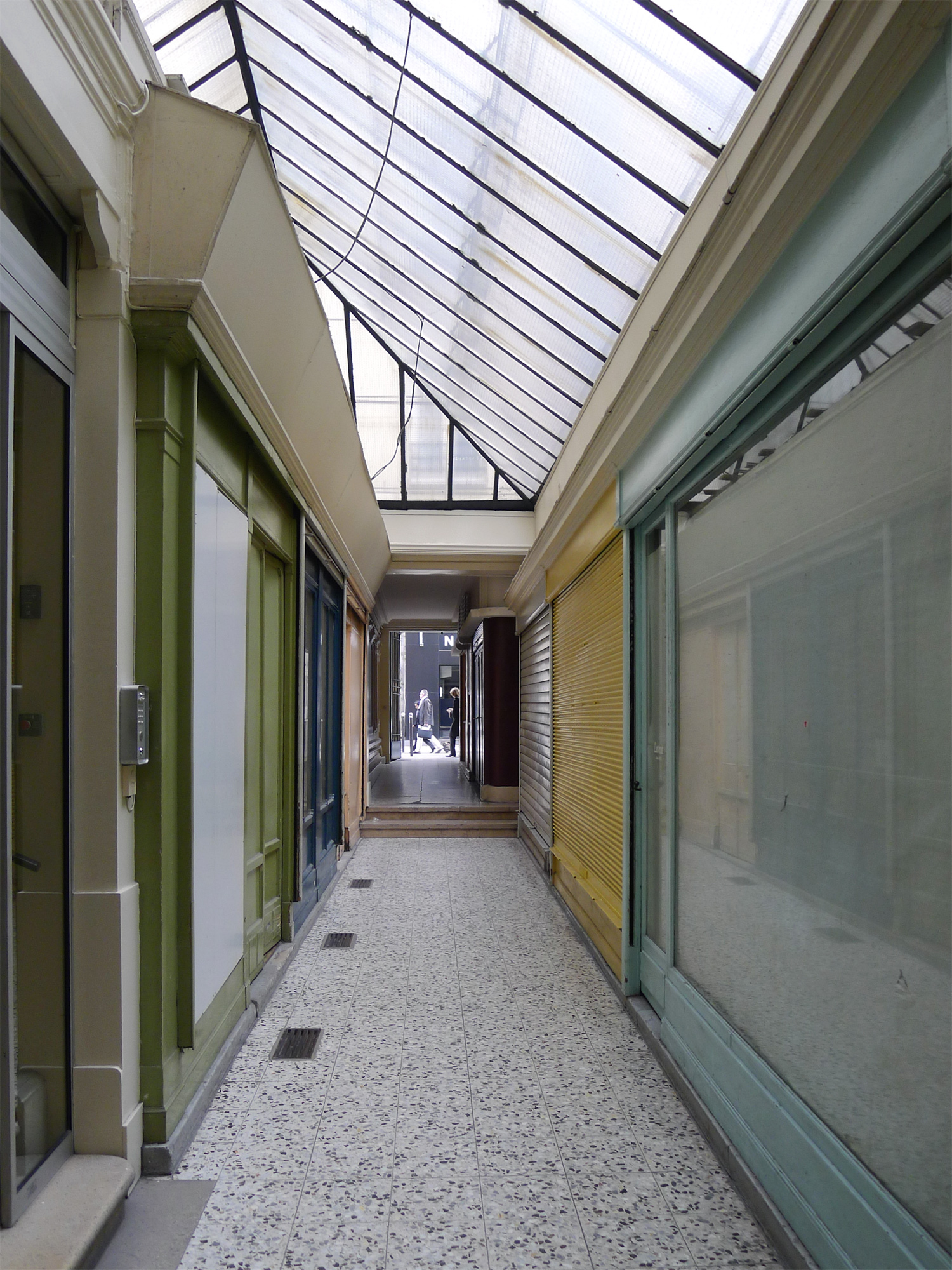

## Origine du nom
Il doit son nom à son débouché sur la rue Sainte-Anne qui a reçu ce nom en l’honneur d’Anne d'Autriche, reine de France et épouse de Louis XIII.

## Historique
Le passage Sainte-Anne est ouvert en 1829 à l'emplacement du couvent de l'ancienne communauté des Nouvelles Catholiques, peu après l'ouverture du passage Choiseul. Il est inscrit au titre des monuments historiques en 1974, en même temps que le passage Choiseul.

## Pour approfondir